# Jeu pervasif
 (mai 2020).

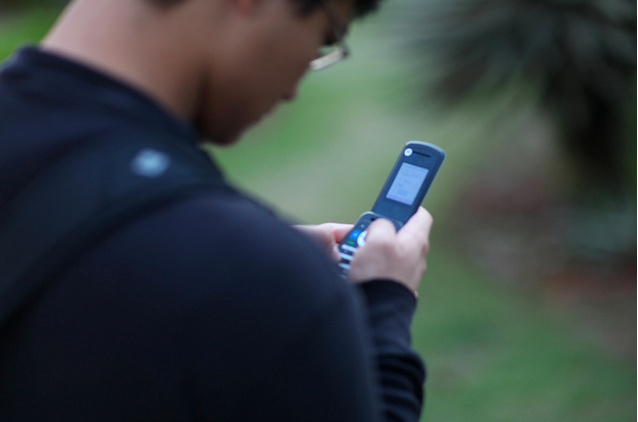
Le support le plus courant des jeux pervasifs est le téléphone portable.

Le jeu pervasif est un type de jeu qui intègre des interfaces émergentes (réseau sans fil, géolocalisation, capteurs) afin de créer une expérience de jeu qui combine des éléments des mondes réels et virtuels. Ce concept vient du terme anglais pervasive game et est proche de celui du jeu en réalité alternée.
En français, on parle également de jeu envahissant, de jeu omniprésent ou de jeu invasif.
Selon Markus Montola du Swedish Institute of Computer Science, « le jeu pervasif est un jeu qui propose une ou plusieurs caractéristiques prédominantes qui élargissent le cercle magique contractuel du jeu aux domaines social, spatial ou temporel ».
Cette définition reprend le concept du cercle magique de Johan Huizinga. À l’intérieur du cercle, on est dans le jeu. En dehors, on ne joue pas, quoi que l’on fasse. Les créateurs de jeux pervasifs remettent en question ce concept en élargissant le cercle dans ses trois dimensions : spatiale, temporelle et sociale.

## Domaines d'expansion
- L’expansion spatiale se fait essentiellement par la géolocalisation (utilisation de puce GPS pour identifier la position du joueur) ; le monde entier devient un terrain de jeu potentiel.

- L’expansion temporelle vient du fait que si la partie commence à un moment donné, on ne sait pas forcément quand elle se termine. Il n'est parfois pas possible de définir les phases durant lesquelles le participant joue de celles où il ne joue pas. par exemple, Les jeux PC Majestic, puis In Memoriam, brouillent cette frontière en envoyant des messages au joueur à tout moment de la journée, intégrant le temps virtuel du monde du jeu dans celui, réel, du joueur. Les jeux brouillant la limite du temps ont aussi une forte tendance à brouiller celle de l’espace, le joueur pouvant se trouver n’importe où quand le jeu se manifeste à lui.

- L’expansion sociale arrive quand, à l'inverse des joueurs ou spectateurs des jeux classiques, on a du mal à distinguer qui est joueur de qui est spectateur. Tout devient élément du jeu : la ville et son mobilier, ses transports en commun, ses figures d’autorité, ses accidents « naturels » (un embouteillage, une manifestation). Les événements du jeu s’insèrent naturellement dans le monde réel, ce qui leur donne de la réalité par effet de contagion. On parle également de gamification, c'est-à-dire que des éléments du quotidien deviennent des occasions de jeu. Un exemple de jeu pervasif (également appelé « jeu urbain ») est le réseau social Foursquare.

## Chronologie des jeux pervasifs
- 2001 : BotFighters, développé par la start-up suédoise It's Alive, est le premier jeu vidéo à exploiter la géolocalisation[4].
- 2001: Can You See Me Now?, développé par Blast Theory et le Mixed Reality Lab[5].
- 2004 : Pac Manhattan, développé par les étudiants du Programme des technologies interactives de la Tisch School of the Arts de New York.
- 2012 : Ingress, développé par Google puis racheté par Niantic (entreprise).
- 2016 : Pokémon Go, développé par Niantic (entreprise) en reprenant des informations rapportées par les joueurs d'Ingress.